# Berberis intermedia
Berberis intermedia är en berberisväxtart som först beskrevs av Augustin Noel Aristide Dupuis, och fick sitt nu gällande namn av J. E. Laferriere. Berberis intermedia ingår i släktet berberisar, och familjen berberisväxter. Inga underarter finns listade i Catalogue of Life.